# 丁有济
丁有济（1936年—），男，湖南临湘人，中国太阳物理学家，曾任中国科学院云南天文台太阳物理研究室主任、研究员、副台长。